# 德爾默內什蒂鄉
45°00′50″N 24°54′03″E / 45.01389°N 24.90083°E
德爾默內什蒂鄉（羅馬尼亞語：Comuna Dârmănești, Argeș），是羅馬尼亞的鄉份，位於該國中南部，由阿爾傑什縣負責管轄，海拔高度342米，2011年該鄉份人口3,513，超過九成居民信奉東正教。